# 6. ročník předávání cen Amerického filmového institutu
6. ročník předávání cen Amerického filmového institutu ocenil nejlepších deset filmů a deset filmových programů.

## Nejlepší filmy
- 40 let panic
- Zkrocená hora
- Capote
- Crash
- Dobrou noc a hodně štěstí
- Dějiny násilí
- King Kong
- Mnichov
- Sépie a velryba
- Syriana

## Nejlepší televizní programy
- 24 hodin
- Battlestar Galactica
- Deadwood
- Chirurgové
- Dr. House
- Hrdinové
- Zachraň me
- V utajení
- Někdy v dubnu
- Veronica Mars